# Tac (Unix)
tac – polecenie systemu Unix służące do łączenia (konkatenacji) oraz wyświetlania (kierowania na standardowe wyjście) pliku, poczynając od ostatniej linii.